# Pargfrider
Pargfrider ist ein Roman von Stefan Heym, der 1998 im Bertelsmann-Verlag erschien. Als Vorlage diente Heym die Lebensgeschichte des österreichischen Tuchhändlers Joseph Gottfried Pargfrieder, auch Pargfrider. Er lebte im 19. Jahrhundert in Österreich und war als Armeelieferant tätig.

## Handlung
Der Roman teilt sich in eine Rahmen- und eine Binnenhandlung auf. In der Rahmenerzählung berichtet „S.H.“ von einer rund 50 Jahre zurückliegenden Begegnung. Die Binnenhandlung besteht aus den Lebenserinnerungen Pargfriders, die in 21 Kapitel aufgeteilt sind. Auf jeweils vier bis 13 Seiten schildern sie Episoden aus der nahen und ferneren Vergangenheit des Tuchhändlers.

### Die Rahmenhandlung
In der Rahmenhandlung schildert zu Anfang des Buches eine Person mit den Initialen „S.H.“, wie sie am Ende des Zweiten Weltkrieges von dem sowjetischen Soldaten Wladimir Dawydowitsch Grinberg in Wien ein Buch mit Aufzeichnungen Pargfriders in Aussicht gestellt bekommt. Zur vereinbarten Übergabe, die der russische Jude in Pargfriders Schloss in Wetzdorf entwendet hat, kommt es aber nicht. Grinberg wird nach Moskau abberufen und zu Lagerhaft in Sibirien verurteilt. So vergehen 50 Jahre bis sich die zwei Männer wieder treffen und „S.H.“ in den Besitz des historischen Zeugnisses gelangt.
Das „Nachwort“ am Ende des Buches komplettiert die Rahmenhandlung. Es ist ein Brief „S.H.s“ an Grinberg in Tel Aviv, in dem er ihm eine Kopie der Abschrift von Pargfriders Aufzeichnungen widmet. Das fiktive Dokument ist geprägt durch den Einbau von zwei Pargfrider-Texten. „S.H.“ zitiert den letzten Willen des Tuchhändlers in Bezug auf das minutiös geplante Begräbnis und die präzise Beschreibung des Sarges, in dem jener auf einem Sessel thronend beigesetzt werden wollte.

### Die Binnenhandlung
Pargfrider verliert im Alter von etwa drei Jahren seine Mutter und arbeitet sich zu einem erfolgreichen Geschäftsmann hoch, der durch den Bedarf der österreichischen Armeen an Stoff für Uniformen zu einem führenden Händler, zum „Napoleon des Zwillichs“ wird. Zwei bedeutende Militärs werden die wichtigsten Freunde und Fürsprecher Pargfriders, der ihnen – teils als Gegenleistung, teils aus Freundschaft – ihre Schuldenlast erleichtert. Feldmarschall Josef Wenzel Graf Radetzky von Radetz und Reichsfreiherr Maximilian von Wimpffen, Kaiserlicher Feldmarschall, führen ihn in ihre Freimaurerloge ein und erscheinen in Pargfriders Darstellung trotz ihrer Funktion als Militärs, die über Leben und Tod vieler Soldaten entscheiden, als menschlich. Trotz ihres aristokratischen Standes im konservativen Österreich zeigen sie sich im Privaten offen für fortschrittlich-demokratische Gedanken. Die beiden Adligen können Pargfrider aber nicht seinem Ziel näher bringen, in höheren Kreisen als gleichberechtigt anerkannt zu werden, was offensichtlich damit zu tun hat, dass er Jude ist.
Gegen die Zusage, ihre Schulden zu tilgen, erhält er nacheinander von Wimpffen und Radetzky die Zusage, ihre Leichen auf seinem Grund und Boden beisetzen zu dürfen. Hierfür baut Pargfrider auf dem Gelände des von ihm errichteten Gedenkstätte Heldenberg eine Gruft. Im Außengelände stehen Büsten von historischen und lebendigen Größen des Geisteslebens und der Macht: Shakespeare, Kopernikus, Mozart, Goethe und Leibniz sind ebenso vertreten wie Kaiser Franz Joseph I. von Österreich – und eben Radetzky und Wimpffen. Nachdem Wimpffen schon einige Zeit in der Gruft liegt, wird das Begräbnis Radetzkys zum finalen Triumph Pargfriders. Kaiser Franz Joseph sieht sich genötigt, Pargfrider zum Ritter zu ernennen, um der letzten Ruhestätte seines verdienten Heeresführers Radetzky die nötige Würde zu verleihen und um bei der Beisetzung nicht den Grund und Boden eines titellosen jüdischen Parvenüs betreten zu müssen. Pargfrider, der sich in seiner Lebensweisheit, dass alles und jeder mit Geld käuflich sei, bestätigt sieht, schenkt dem Kaiser in einer Geste übermütiger Großzügigkeit den Heldenberg und sieht sich an seinem Lebensziel, als der Kaiser schließlich persönlich zu Radetzkys Begräbnis anreist.

## Interpretation

### Kritik am Stalinismus
Im Roman Pargfrider verwendet Heym Themen, die auch frühere Werke durchziehen. In seinem Spätwerk griff Heym die Stalinismus-Kritik seiner frühen Jahre (Der König-David-Bericht) wieder auf. Die Romanfigur Grinberg wird in der Rahmenerzählung als unschuldiges Opfer Moskaus dargestellt. Erst nach dem XX. Parteitag der KPdSU, bei dem Chruschtschow die Abkehr von Stalin einleitete, kam der frühere Sowjet-Soldat aus der unverschuldeten Lagerhaft frei. Grinberg stellt gegenüber „S.H.“ klar, dass ihm seine Gefangenschaft als „kleiner administrativer Unfall“ ausgelegt worden sei.

### Kritik am Antisemitismus
Der Roman malt ein Tableau des kaiserlichen Österreich in der Mitte des 19. Jahrhunderts aus der individuellen Sicht eines Juden, der ins erstarkende Bürgertum aufsteigt, aber von der (antisemitischen) Gesellschaft nicht akzeptiert wird.

### Darstellung (jüdischer) Intellektueller als Außenseiter
Im Roman gibt es mehrere Figuren, die das Bild vom kritischen Intellektuellen erfüllen. „S.H.“ und Grinberg sind als untergeordnete Dienstgrade bei ihrer jeweiligen Armee mit Arbeiten im geistigen Bereich betraut: „S.H.“ als Militär-Journalist und Grinberg als Untergebener des „Chefzensors“ Petruschkin. Aber auch Pargfrider ist kritischer Außenseiter, der von den etablierten Kreisen am Hofe nicht akzeptiert wird. Ein besonderes Merkmal verbindet „S.H.“, Grinberg und Pargfrider: Sie sind alle jüdischer Herkunft, was sie für ihre Rolle als intellektuelle Außenseiter prädestiniert.